# I:Scintilla
I:Scintilla (kiejtése: [ˌɑɪˈsɪntɪlə]) egy synth rock együttes az illinois-i Chicago-ból.
Az I:Scintilla 2003-ban alakult Brittany Bindrim, Chad Mines és Jim Cookas részvételével. Első lemezük, a The Approach (2004 július, Positron! Records) megjelenése után rövid időn belül jelentős rajongótábort gyűjtöttek.
Hamarosan kiadót váltottak és átszerződtek az Alfa Matrix nevű belga lemezkiadóhoz.
2006-ban jelent meg a Havestar című EP-jük, melyet mind a kritikusok, mind a rajongók pozitívan fogadtak, a német alternatív toplistán (DAC) a 13. helyig jutott.
A következő évben egy teljes nagylemezzel jelentkeztek, melynek címe Optics lett. A lemez a már említett német listán a 6. helyet érte el.
Következő albumuk 2008 októberében várható.

## Diszkográfia

### Albumok
- The Approach (2004 július | saját kiadás)
- Optics (2007 június | Alfa Matrix)

### EP-k
- Havestar (2006 augusztus | Alfa Matrix)

### Válogatások
- Sounds From The Matrix 006 (2007 | Alfa Matrix)
- Sounds From The Matrix 005 (2007 | Alfa Matrix)
- New Signs & Sounds (2007 | Zillo)
- Gothic Compilation Part XXXVII (2007 | Batbeliever Releases)
- Fxxk The Mainstream Vol. 1 (2007 | Alfa Matrix)
- Extreme Degeneration 1 (2007 | UpScene)
- Dark Summer 2007 • 1 (2007 | Zillo)
- Sounds From The Matrix 004 (2006 | Alfa Matrix)
- Sounds From The Matrix 003 (2006 | Alfa Matrix)
- Sonic Seducer Cold Hands Seduction Vol. 63 (2006 | Sonic Seducer)
- Re:Connected [2.0] (2006 | Alfa Matrix)
- Orkus Compilation 22 (2006 | Orkus)
- New Signs & Sounds 09/06 (2006 | Zillo)
- Matri-X-Trax (Chapter 3) (2006 | Alfa Matrix)
- Gothic Compilation Part XXXIV (2006 | Batbeliever Releases)
- Endzeit Bunkertracks [Act II] (2006 | Alfa Matrix)
- Dark Visions (2006 | Zillo)
- Clubtrax Vol. 2 (2006 | Danse Macabre)
- Advanced Electronics Vol. 5 (2006 | Synthetic Symphony)
- Playlisted (2005 | Green St. Records)
- Openingbands.comp (2003 | Openingbands.com)

### Remixek
- Angelspit - "Girl Poison (I:Scintilla Mix)" (2008)
- Manufactura - "Deep Waters (Ophelia's Descent Mix)" (2007)
- Neikka RPM - "My Innocence Is Gone (I:Scintilla Mix)" (2006)